# فهرست مناطق نمونه گردشگری استان اصفهان
مطابق با اعلام پرتال سازمان میراث فرهنگی، صنایع دستی و گردشگری استان اصفهان، فهرست مناطق نمونه گردشگری مصوب استان اصفهان بشرح ذیل می‌باشند:
| ردیف | نام شهرستان       | دور اول سفر ریاست محترم جمهوری تصویبنامه ۴۱۴۷۸/ت۳۷۴۸۵ هـ مورخ ۶/۳/۸۶       | دور دوم سفر ریاست محترم جمهوری تصویبنامه ۲۳۱۱۵/ت۴۲۳۹۶ هـ مورخ ۶/۲/۸۸                               |  |
| ---- | ----------------- | -------------------------------------------------------------------------- | -------------------------------------------------------------------------------------------------- |  |
| ۱    | آران و بیدگل      | دریاچه نمک، کویر مرنجاب                                                    | نوش آباد، ابوزید آباد، سایت وی گل                                                                  |  |
| ۲    | اردستان           | زواره                                                                      | سایت کویرنوردی، امام زاده                                                                          |  |
| ۳    | اصفهان            | ناژوان، تالاب گاوخونی، کلاه قاضی، جبل                                      | صفه، آتشگاه، برسیان، تپه اشرف، ورزنه، دستجرد، محمدآباد، قورتان                                     |  |
| ۴    | برخوار و دولت‌آباد |                                                                            | |  |
| ۵    | بوئین و میاندشت   | افوس                                                                       | |  |
| ۶    | دهاقان            | چشمه دیزج، علی همگین، بودجان                                               | دره شاهان                                                                                          |  |
| ۷    | تیران و کرون      | سد خمیران، چشمه احمدرضا، مرغاب، قمیشلو                                     | |  |
| ۸    | چادگان            | دریاچه، پایین سد                                                           | |  |
| ۹    | خمینی شهر         | چشمه لادور                                                                 | چشمه لاور                                                                                          |  |
| ۱۰   | خوانسار           | گلستان کوه، سرچشمه خوانسار                                                 | |  |
| ۱۱   | سمیرم             | سد حنا، پادنا، چشمه بابا زرنگ، بیبیسیدان، زیدبن علی، آب ملخ، ونک، چهل چشمه | آبشار سمیرم، غار دنگزلو                                                                            |  |
| ۱۲   | شاهین شهر و میمه  | سه، روستای کلهرود                                                          | مورچه خورت                                                                                         |  |
| ۱۳   | شهرضا             | زرچشمه، هونجان، اسفرجان، کهرویه                                            | |  |
| ۱۴   | فریدن             | دره بید بالا، نهر خلج                                                      | |  |
| ۱۵   | فریدون‌شهر         | آبشار پونه زار، پیست اسکی فریدون‌شهر، چغیورت                                | |  |
| ۱۶   | فلاورجان          | مسیر رودخانه، پل بابا محمود                                                | پیربکران                                                                                           |  |
| ۱۷   | کاشان             | نیاسر، قمصر، برزک، روستای گردشگری نشلج                                     | سیلک، جوشقان کامو، مشهد اردهال                                                                     |  |
| ۱۸   | گلپایگان          | محور کوچری، سد گلپایگان                                                    | |  |
| ۱۹   | لنجان             | چرمهین (شالولاک)، باغ بهادران، ورنامخواست                                  | کرچگان، برنجگان سعید آباد باغ بهادران، سده لنجان                                                   |  |
| ۲۰   | مبارکه            | حوض ماهی، دیزیچه                                                           | |  |
| ۲۱   | نایین             | آبگرم، عروسان، گرمه، کویر مصر                                              | سایت کویر نوردی خور و بیابانک، معدن نخلک، ریگزار جن چوپانان                                        |  |
| ۲۲   | نجف آباد          | روستای دماب، کاروانسرای هسنیجه                                             | |  |
| ۲۳   | نطنز              | محور ابیانه، کشه                                                           | اریسمان، امام زاده آقا علی عباس و شاهزاده محمد علیهماالسلام؛ بادرود ..کمپ گردشگری متین آباد بادرود |  |
| ۲۴   | بخش کوهپایه       | زفره، فشارک ،حوضخانه چشمه آب گرم ورتون                                     | |  |